# Ludowa Marynarka Wojenna Wietnamu
Ludowa Marynarka Wojenna Wietnamu (wiet.: Hải quân nhân dân Việt Nam) – marynarka wojenna Wietnamu, część sił zbrojnych tego państwa.

## Historia

### XX wiek
Od końca XIX wieku Wietnam był francuską kolonią jako Indochiny Francuskie, które podczas II wojny światowej były okupowane przez Japonię. W 1945 roku, po klęsce Japonii, proklamowano niepodległość Wietnamu, który musiał stoczyć wojnę z Francją o niepodległość. Wietnam dysponował wówczas jedynie siłami lądowymi, a Francja miała całkowite panowanie na morzu i rzekach, które było istotne dla przerzutu wojsk, zwłaszcza w delcie Mekongu. W 1954 roku na konferencji genewskiej faktycznie usankcjonowano istnienie na terytorium Wietnamu dwóch państw o wrogich wobec siebie systemach: komunistycznej Demokratycznej Republiki Wietnamu (Wietnam Północny) i Republiki Wietnamu (Wietnam Południowy). Oba państwa przystąpiły do tworzenia sił morskich, dzięki pomocy odpowiednio USA i ZSRR. W kolejnej dekadzie doszło do wojny wietnamskiej, w której Wietnam Południowy wspierany przez USA walczył z partyzantką komunistyczną wspieraną przez Wietnam Północny.

### Wietnam Południowy

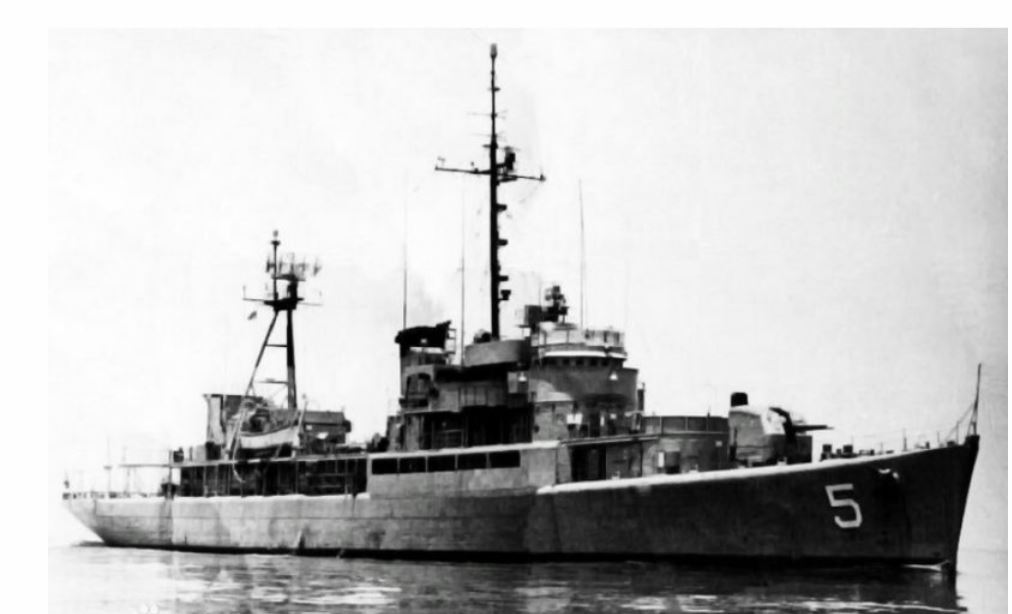
Południowowietnamska fregata „Tran Bình Trọng” typu Barnegat

Marynarka Wietnamska (Hải quân Việt Nam) została utworzona 1 stycznia 1955 roku. Od tego roku Wietnam zaczął otrzymywać za pośrednictwem marynarki francuskiej niewielkie okręty pochodzenia amerykańskiego: sześć patrolowców typu PC i dwa typu SC, trzy trałowce typu YMS (przekazane jeszcze w lutym 1954 roku) oraz okręty desantowe i liczne kutry do operacji na rzekach. Od 1961 roku marynarka zaczęła otrzymywać okręty bezpośrednio od USA, w tym patrolowce różnej wielkości, a także sześć dużych okrętów desantowych typu LST. W 1961 roku personel marynarki liczył 5280 osób, wliczając piechotę morską, a pod koniec dekady 13,5 tysiąca. Większe okręty bojowe Wietnam Południowy otrzymał dopiero od 1971 roku – dwa niszczyciele eskortowe typu Edsall z II wojny światowej oraz siedem byłych okrętów-baz wodnosamolotów typu Barnegat, używanych jako fregaty dzięki silnemu uzbrojeniu artyleryjskiemu w działa kalibru 127 mm. W kwietniu 1975 roku, w toku ofensywy północnowietnamskiej, która doprowadziła do upadku Wietnamu Południowego, kilka okrętów zostało zdobytych lub zniszczonych, lecz większość pełnomorskich jednostek uciekła za granicę, głównie na Filipiny.
Wietnam Południowy używał nadto licznych małych jednostek przybrzeżnych i śródlądowych. Z uwagi na infiltrację komunistyczną, w 1960 roku rozpoczęto organizowanie paramilitarnej flotylli kilkuset motorowych dżonek – małych prostych jednostek służących do patrolowania wód przybrzeżnych, którą w 1965 roku włączono w skład marynarki, i których liczba sięgnęła do 1969 roku około 500. Od 1965 roku USA przekazały też ponad 700 małych jednostek przybrzeżnych i rzecznych.

### Wietnam Północny

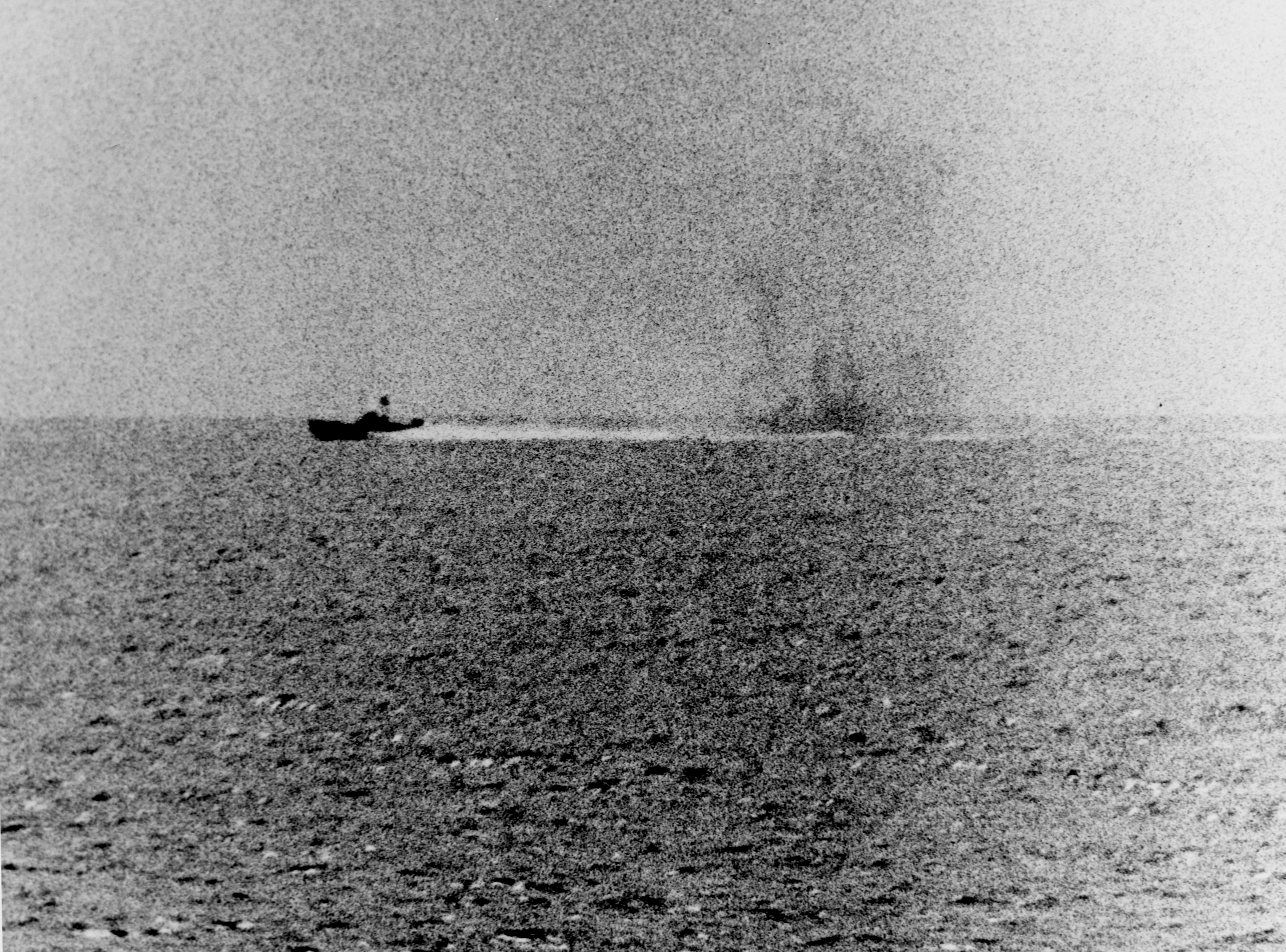
Kuter torpedowy typu P-4 pod ogniem podczas incydentu w Zatoce Tonkińskiej (2 sierpnia 1964 roku)

Wietnam Północny miał słabszą marynarkę, która dopiero od 1958 roku zaczęła otrzymywać małe patrolowce z Chin i ZSRR. Pierwsze jednostki uderzeniowe zaczęła otrzymywać w 1961 roku, w postaci 12 kutrów torpedowych typu P-4. 2 i 4 sierpnia 1964 roku doszło do incydentów w Zatoce Tonkińskiej, gdy Amerykanie uznali, że kutry te zaatakowały niszczyciel USS „Maddox”, co spowodowało bezpośrednie zaangażowanie USA w wojnę i ataki lotnicze na północnowietnamską flotę, prowadzące do zniszczenia wielu jednostek. W drugiej połowie dekady Wietnam Północny otrzymał dalsze patrolowce i sześć chińskich kopii kutrów torpedowych projektu 183 (w kodzie NATO: P-6), natomiast w 1972 roku otrzymał pierwsze trzy kutry rakietowe proj. 183R (Komar). Z powodu przygniatającego panowania USA na morzu i braku formalnego stanu wojny, pomimo bombardowań Wietnamu Północnego, jego marynarka nie była jednak używana w walce.

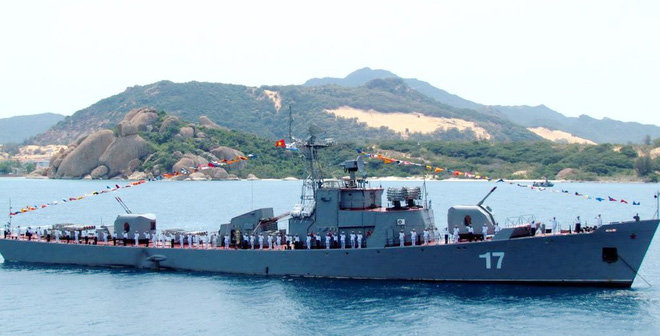
Fregata projektu 159 (Petya) w 2016 roku

Po zakończeniu wojny wietnamskiej i zdobyciu Wietnamu Południowego w 1975 roku, Wietnam – zjednoczony jako Socjalistyczna Republika Wietnamu, zdobył pewną liczbę okrętów południowowietnamskich, lecz miał trudności z ich utrzymaniem w sprawnym stanie. W tym czasie też typowo dla państw komunistycznych, oficjalne informacje o stanie marynarki nie były ujawniane i jedynie częściowo były rekonstruowane w źródłach zachodnich w oparciu o niepewne informacje. Większa rozbudowa marynarki w oparciu o okręty uzyskiwane z ZSRR i państw bloku wschodniego miała miejsce dopiero od 1978 roku, kiedy do połowy kolejnej dekady Wietnam zakupił pięć małych fregat projektu 159 (Petya), osiem kutrów rakietowych projektu 205 (Osa II), 14 kutrów torpedowych projektu 206 (Shershen) i trzy okręty desantowe projektu 771 (Polnocny B). W skład marynarki weszły ponadto dalsze patrolowce i trałowce. W latach 90. marynarka popadła natomiast w stagnację i jedynym istotniejszym wzmocnieniem w drugiej połowie dekady stały się cztery rosyjskie kutry rakietowe projektu 1241RE (Tarantul), z przestarzałymi już pociskami rodziny P-15, oraz jeden nowocześniejszy kuter rakietowy typu BPS-500.

### XXI wiek

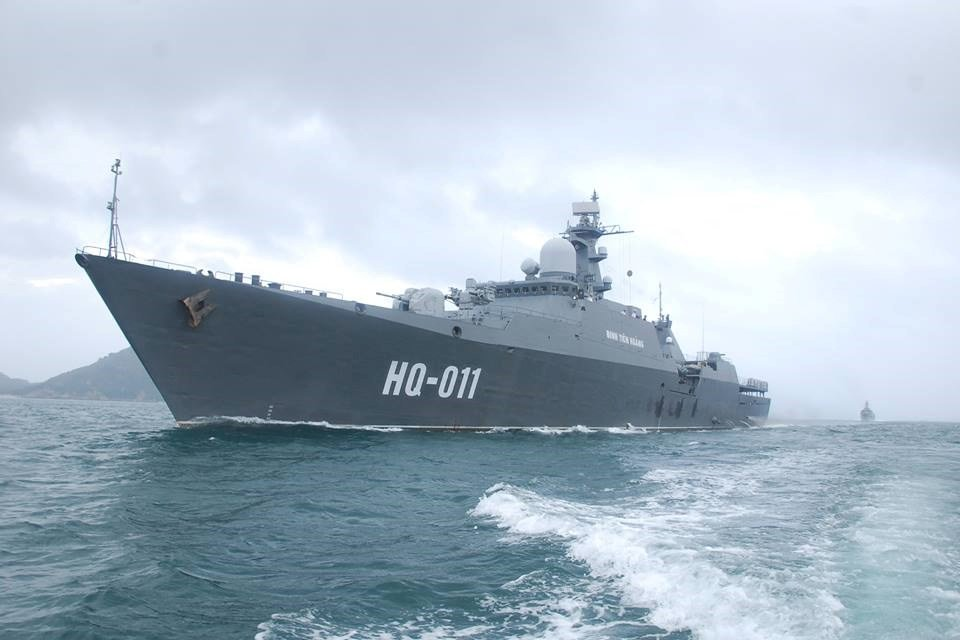
Współczesna fregata wietnamska „Đinh Tiên Hoàng” w 2016 roku

W XXI wiek marynarka Wietnamu weszła z okrętami nabywanymi od lat 70. XX wieku, w tym pięcioma małymi fregatami projektu 159 jako największymi jednostkami. W 2004 roku zamówiła 10 kutrów rakietowych projektu 1241.8 (Tarantul V), z nowocześniejszymi pociskami rakietowymi, niż poprzednie jednostki tego typu, z tego dwa dostarczono z Rosji, a pozostałe budowano na licencji w kraju dopiero od 2014 roku.
Od 2011 roku zaczęły wchodzić do służby pierwsze dwie z czterech budowanych w Rosji niewielkich fregat rakietowych projektu 11661E (Modified Gepard). Skokowy wzrost możliwości marynarki miał miejsce natomiast po zamówieniu w 2009 roku w Rosji sześciu nowoczesnych okrętów podwodnych projektu 636, z których pierwsze trzy przejęto w 2014 roku.
W 2015 roku marynarka liczyła 43 tysiące personelu stałego oraz ok. 3 tysięcy poborowych zasadniczej służby wojskowej. Okręty marynarki Wietnamu mają malowane numery burtowe ze stałym prefiksem HQ (ujawnianym na burcie lub pomijanym) i liczbą.

## Bandery

Bandera wojenna Wietnamu Południowego (1955-75)
Bandera wojenna Wietnamu Północnego i Wietnamu do 2013 roku
Bandera wojenna Wietnamu od 2014 roku